# Venusia bradyi
Venusia bradyi là một loài bướm đêm trong họ Geometridae.